# Boc Maxima
Boc Maxima è il primo album in studio registrato dal gruppo scozzese di musica elettronica Boards of Canada, pubblicato nel 1996.
L'album venne autoprodotto con l'etichetta Music70 (di proprietà degli stessi BoC) e non più ristampato.

## Il disco
L'album venne pubblicato in tiratura limitata di 50 copie, distribuite dai membri del gruppo ad amici e parenti. Alcune delle tracce presenti nell'album (Wildlife Analysis, Boc Maxima, con il titolo Bocuma, Roygbiv e Turquoise Hexagon Sun) vennero riproposte due anni dopo nell'album Music Has the Right to Children. Everything You Do Is a Ballon venne inserita all'interno dell'EP Hi Scores.

## Tracce
1. Wildlife Analysis – 1:08
2. Chinook – 4:25
3. Rodox Video – 0:40
4. Everything You Do Is a Balloon – 6:54
5. Boc Maxima – 1:35
6. Roygbiv – 2:23
7. Nova Scotia Robots – 1:20
8. June 9th – 5:14
9. Niagara – 0:54
10. Skimming Stones – 2:04
11. Sixtyniner – 5:09
12. Red Moss – 6:21
13. Concourse – 1:42
14. Carcan – 1:47
15. Nlogax – 5:11
16. M9 – 3:43
17. Original Nlogax – 1:09
18. Turquoise Hexagon Sun – 5:11
19. Whitewater – 6:18
20. One Very Important Thought – 1:04